# الإباضية
الإِبَاضِيَّة هي طائفة إسلامية، سمّيت نسبة إلى عبد الله بن إباض التميمي الذي كان من أشهر الدعاة للإباضية. ويرى الإباضيون أن مؤسس الإباضية هو التابعي جابر بن زيد. وتنتشر الإباضية في سلطنة عُمان حيث يمثِّلون حسب بعض الإحصائيات ما يقارب 70% من العُمانيين وتنتشر أيضاً في جبل نفوسة وفي زوارة في ليبيا ووادي ميزاب في الجزائر وجربة في تونس وبعض المناطق في شمال أفريقيا وزنجبار. يرى المخالفون للإباضية أن الإباضية متشابهة مع مذهب الخوارج، وأن الإباضيِّة هم من الخوارج المعتدلين، ويرى الإباضيون أنهم لا تربطهم نسبة إلى الخوارج. هم يسمّون أنفسهم أهل الحقّ والاستقامة. الإباضية في تاريخهم المبكر لم يستعملوا هذه التسمية، بل كانوا يسمون أنفسهم بـ «جماعة المسلمين» و«أهل الدعوة» و«أهل الحق والاستقامة». وأول ما ظهر تلقيبهم بـ الإباضية كان في أواخر القرن الثالث الهجري، حيث أطلقها عليهم أهل السنة، ثم تقبلوها تسليما بالأمر الواقع.

## التسمية
تُنسَب الإباضية إلى مؤسسها الأول عبد الله بن إباض التميمي الذي عاصر معاوية بن أبي سفيان وتوفي في زمن عبد الملك بن مروان. ولكن يقول أتباع الإباضية أن فرقتهم تنتسب فكراً إلى التابعي جابر بن زيد، وهو من أوائل أئمة الحديث الذين أخذوا العلم من ابن عباس، ويذكر أن جابراً قد تبرأ منهم.
لم يستعمل الإباضية في تاريخهم المبكر هذه التسمية، وإنما كانوا يستعملون عبارة جماعة المسلمين أو أهل الدعوة، وسماهم محمد بن عبد الله السالمي أهل الاستقامة. أول ما ظهر استعمالهم لكلمة الإباضية كان في أواخر القرن الثالث الهجري حسبما يذهب إليه ابن خلفون. كانت للإباضية مُسمّيات آخرى مثل الوهبية نسبة إلى الامام عبد الله بن وهب الراسبي إمام أهل النهر، أما الخوارج الذين أنكروا قعود أبو بلال مرداس بن حدير أحد أعلام الإباضية وجماعته عن الثورة ضد ولاة الأمويين فلقبوهم -احتقاراً- القَعَدة لقعودهم عن استعراض المسلمين بالسيف كما فعلت الخوارج من الصفرية والأزارقة، أما أهل البصرة فكانوا يسمونهم الحرورية، نسبة إلى حروراء.

## النشأة

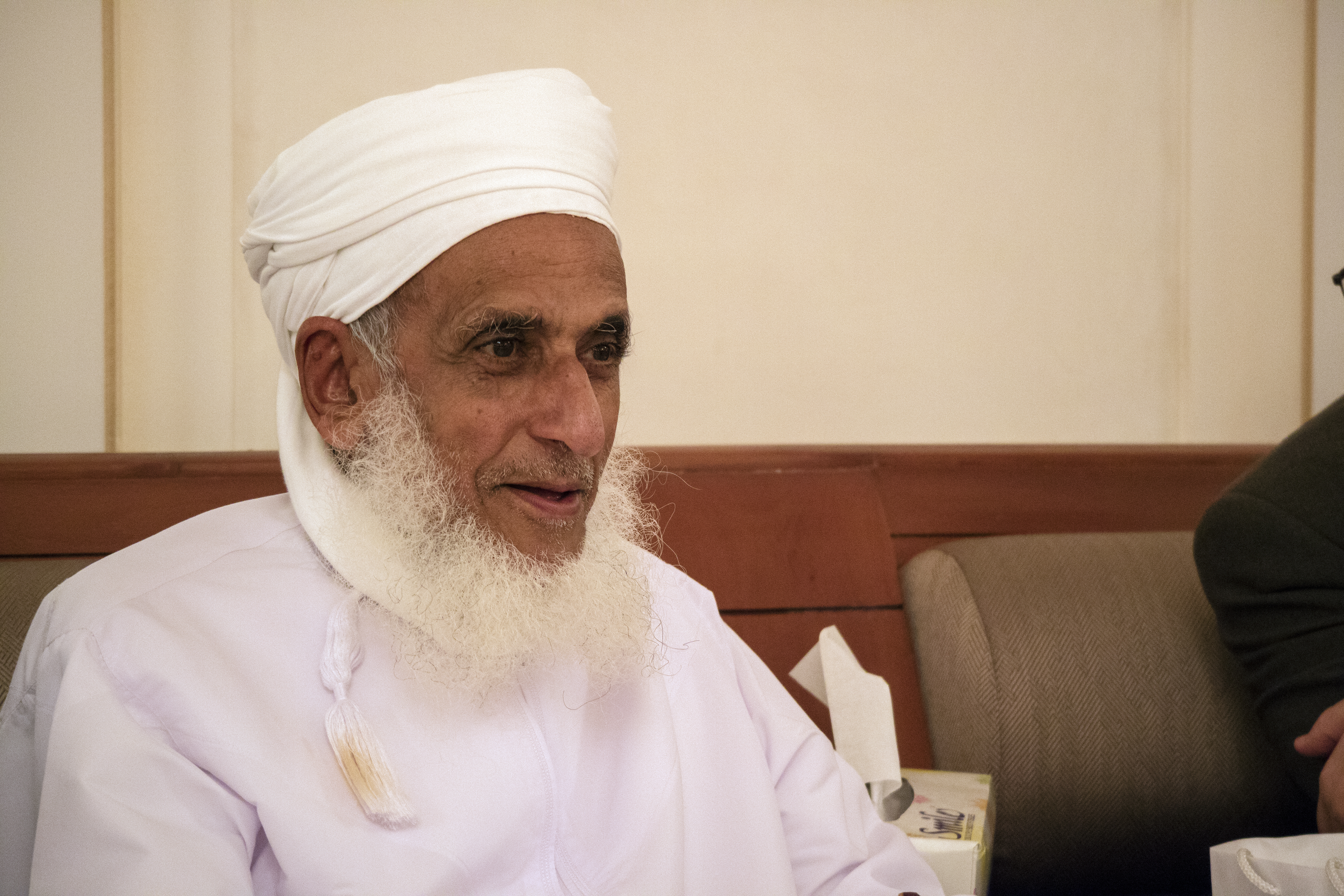
أحمد بن حمد بن سليمان الخليلي، مفتي عام سلطنة عمان.

في الوقت الذي كان الخوارج المتطرفون يقومون بثوراتهم وحركاتهم ضد الأمويين، انبثقت جماعة منهم بعد معركة النهروان واتخذت من مدينة البصرة مقراً لها، وآثرت السلم وعدم اللجوء إلى السيف أو العنف لفرض آرائها. وقد تزَعَم هذه الجماعة أبو بلال مرداس بن أدية التميمي، وكونت هذه الجماعة البذرة التي أنتجت بما عرف فيما بعد في التاريخ الإسلامي بالفرقة الإباضية.
ثم انتشرت في عُمان وخراسان، تبعاً لفلول الخوارج في عهد الدولة الأموية. إلا أنّها تركزت فيما بعد في عُمان. في بدايات حكم الدولة العباسية وأيام المنصور، عقد الإباضيةُ البيعةَ لأول إمام لهم بعُمان عام 134هـ يُدعى الجلندي بن مسعود. ظلت الإباضية في صراعٍ طويلٍ مع أئمة المسلمين. وكانوا في أثناء ذلك ينصبون إماماً تلو آخر، وفي سنة 1161هـ بايع الإباضية «أحمد بن سعيد»، حيث انتقلت الإمامة إلى آل سعيد، ولا تزال دولتهم قائمة حتى اليوم في سلطنة عُمان.

## أبرز الشخصيات الإباضية
- عبد الله بن إباض التميمي مؤسسها الأول
- أبو عبيدة مسلم بن أبي كريمة والذي اشتهر بلقب القفاف كان مرجع الاباضية بعد جابر بن زيد وهو من تلاميذه
- الربيع بن حبيب الأزدي والذي ينسب له مسند الربيع بن حبيب
- أبو بلال مرداس بن حدير
- عبد الله بن يحيى الكندي
- أحمد بن حمد الخليلي مفتي سلطنة عمان، وأحد أعلام الفرقة الإباضية.

ومن أئمتهم أيضاً الحارث بن تليد، أبو الخطاب عبد الأعلى بن السمح المعافري، أبو حاتم يعقوب بن حبيب، وحبيب الملزوزي.
ومن علمائهم سلمة بن سعد الذي قام بنشر المذهب في أفريقيا، ابن مقطير الجناوني الذي نشر المذهب في ليبيا، القاضي عبد الجبار بن قيس المرادي، والسمح أبو طالب وزير الإمام عبد الوهاب بن رستم، وأبو ذر أبان بن وسيم.

## الإباضية والخوارج
الإباضية فرقة معتدلة من فرق الخوارج، إلا أن أصحابها والمنتسبين إليها ينفون عن أنفسهم انتسابهم إلى الخوارج؛ إذ يعدون مذهبهم مذهباً اجتهادياً فقهياً سنياً يقف جنباً إلى جنب مع مذاهب الشافعية، والحنفية، والمالكية، والحنابلة، ويعمل أتباع الفرقة الإباضية على إثبات براءتهم من تهم الغلو والتكفير والضلال، التي يلاحقهم بها أهل السنة منذ أكثر من ألف عام.
وبالرغم من أن الإباضية ليسوا مثل غلاة الخوارج كالأزارقة، إلا أنّهم يتفقون معهم في مسائلَ عديدةٍ منها: تعطيل الصفات والقول بخلق القرآن وتجويز الخروج على أئمة الجور.
أما فرقة الإباضية نفسها فقد اشتهرت باللين والمسامحة تجاه مخالفيهم وهذا ما يذكره أكثر علماء التاريخ والفرق، ولكن نجد بين العلماء من يذكر خلاف هذا كالملطي فإنه يقول عنهم: «الإباضية أصحاب إباض بن عمرو، خرجوا من سواد الكوفة فقتلوا الناس وسبوا الذرية وقتلوا الأطفال وكفروا الأمة وأفسدوا في العباد والبلاد»، أما الدبسي فهو لا يقل عنه عنفاً فقد قال: «الفرقة السادسة من فرق الخوارج: الإباضية، يجب تكفيرهم لأنهم كفروا علياً رضي الله عنه وأكثر الصحابة»، بينما هم عند بعض العلماء أهل تواضع: فهم لا يسمون إمامهم أمير المؤمنين ولا أنفسهم مهاجرين.

## فرق الإباضية
يذكر أيضاً أنه قد انشق عن الإباضية عدد من الفرق منها ما يعترفون بها ومنها ما ينكرونها وهي:
- الحفصية: أصحاب حفص بن أبي المقدام.
- والحارثية: أصحاب الحارث الإباضي.
- واليزيدية: أصحاب يزيد بن أنيسة.

والفرقة الرابعة من فرق الإباضية يسميها أصحاب المقالات: أصحاب طاعة لا يراد بها الله
وقد تبرّأ سائر الإباضية من أفكار هذه الفرق، وكفروهم، لشططهم وابتعادهم عن الخط الإباضي الأصلي، لكن هذه الفرق قد اندثرت، وهناك ست فرق للإباضية هي: النكار، النفاثية، الخلفية، الحسينية، السكاكية، الفرثية. إضافة لوجود فرقتي النزوانية والرستاقية في عُمان التي يذكرها اتباع الإباضية.

## أهم الدول والإمارات التي أنشأها الإباضية
كانت للإباضية صولة وجولة في جنوبي الجزيرة العربية حتى وصلوا إلى مكة المكرمة والمدينة المنورة، أما في الشمال الإفريقي فقد انتشر مذهبهم بين البربر وكانت لهم دولة عرفت باسم الدولة الرستمية وعاصمتها تاهرت.
· حكموا الشمال الإفريقي حكماً متصلاً مستقلاً زهاء مائة وثلاثين سنة حتى أزالهم الشيعة (العبيديون).
· قامت للإباضية دولة مستقلة في عُمان وتعاقب على الحكم فيها إلى العصر الحديث أئمة إباضيون.
· من حواضرهم التاريخية جبل نفوسة بليبيا، إذ كان معقلاً لهم ينشرون منه المذهب الإباضي، ومنه يديرون شؤون الفرقة الإباضية.
· وما يزال لهم وجود إلى وقتنا الحاضر في كل من عُمان بنسبة مرتفعة وليبيا وتونس والجزائر وفي زنجبار التي ضُمت إلى تانجانيقا تحت اسم تنزانيا

### دولة الإباضية في عُمان

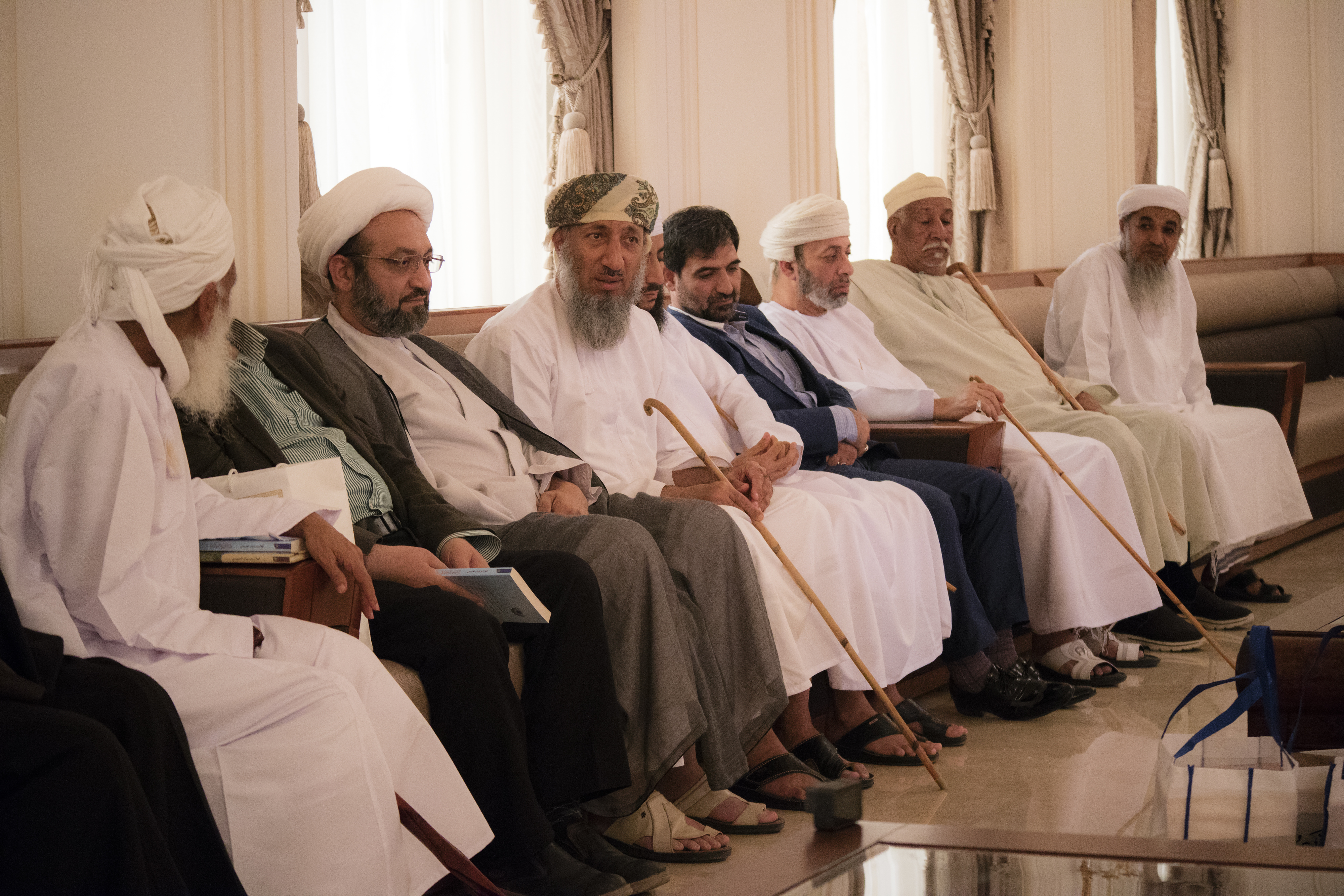
الشيخ أحمد الخليلي مفتي سلطة عمان وأحد أعلام المذهب الإباضي.

دخل المذهب الإباضي إلى عُمان مبكراً واستقر هناك وتكون له أتباع وأخذوا في الازدياد مع مرور الزمن ويقال إن مبادئ الإباضية أدخلها إلى عُمان أحد الخوارج الذين نجوا من الهلاك الذي حل بجماعتهم على يد علي بن أبي طالب في معركة النهروان، وهناك أقوال أخرى أن انتشار المذهب الإباضي في عمان كان على يدي عبد الله بن إباضي الذي نشر هناك مبادئ المحكمة، وقد بدأت محاولة اتباع المذهب في إقامة دولة باسمهم مستقلة بنفسها عن التبعية للخلافة سنة 129هـ في آخر دولة بني أمية وأول دولة بني العباس، قامت الثورة في عمان وانتخبوا أول إمام لهم وهو «الجلندي بن مسعود بن جيفر الأزدي» وتتابع على عمان عدة أئمة منهم: محمد بن أبي عفان الأزدي، الوارث بن كعب الخروصي، غسان بن عبد الله: وكان يوصف بحزم وبأس فأمن البلاد وقضى على الفتن وازدهرت في عهده عُمان، بل وحاول أن يوسع نفوذه إلى الهند ولكنه توفي قبل تحقيق هدفه سنة 207هـ، هذا وقد ظهرت فيما بعد الفتن وافتراق الكلمة في عُمان وكانوا لا يولون هذا إلا ليظهر ذاك، فتتابع على البلاد أمراء ضعاف إلى أن جاء الإمام عزان بن قيس وقام بمحاولة لإرجاع البلاد إلى حكم الإمامة الذي غاب عنها زمن وكاد عزان أن يوسع من نفوذه، فهاجم مسقط وكاد أن يأخذها لولا تدخل بريطانيا الذي قد حال بينه وبين امتلاكها وبعد موت عزان، وبعد تلك المعارك التي دارت بين أتباع الإباضية من جهة والسلاطين والإنجليز من جهة أخرى، كانت نهاية الإمامة في عمان ولم تفلح الجهود السياسية والحربية في إعادة الإمامة للبلاد وإنما تمكن السلاطين البوسعيديين من عمان ولا يزالون حتى الآن يتوارثون الحكم فيها. وقد شهدت عمان نهضة قوية في عهدهم.

### دولة الإباضية في الجزائر

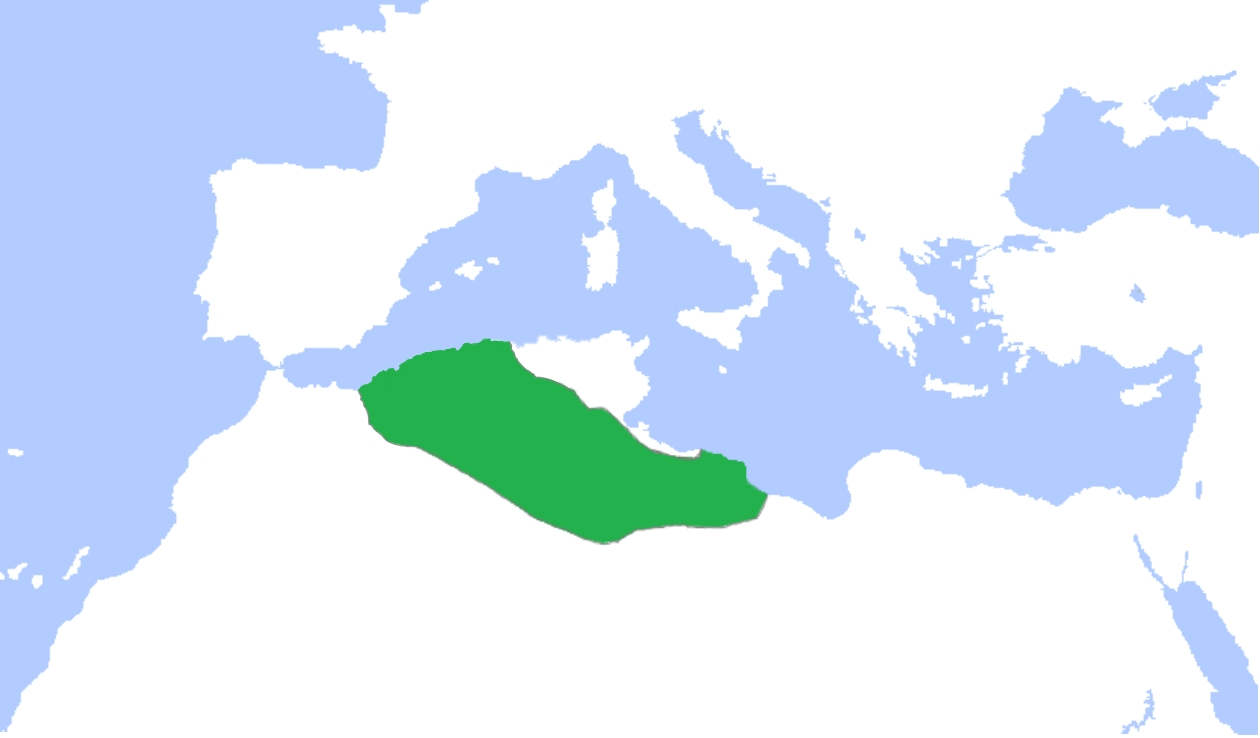
خريطة الدولة الرستمية الإباضية في أقصى اتساع لها.

لاقى النشاط التبشيري الإباضي نجاحًا كبيرًا في شمال إفريقيا. وفي 757م استولى الإباضيون على طرابلس واستولوا على القيروان في العام التالي. بعد أن طردهم الجيش العباسي عام 761م، أسس قادة الإباضية الدولة الرستمية في وهي مدينة تيارت بالجزائر، والتي أصبحت تعرف بالسلالة الرستمية. أطاح بها العبيديون الفاطميون عام 909م. تستمر المجتمعات الإباضية في الوجود في جبال نفوسة في شمال غرب ليبيا، وجزيرة جربة في تونس ووادي مزاب في الجزائر في شرق إفريقيا، تم العثور عليها في زنجبار. وصل النشاط التبشيري الإباضي أيضًا إلى بلاد فارس والهند ومصر والسودان وإسبانيا وصقلية، على الرغم من اندثار مجتمعات الإباضية في هذه المناطق.

### دولة الإباضية  في شمال إفريقيا

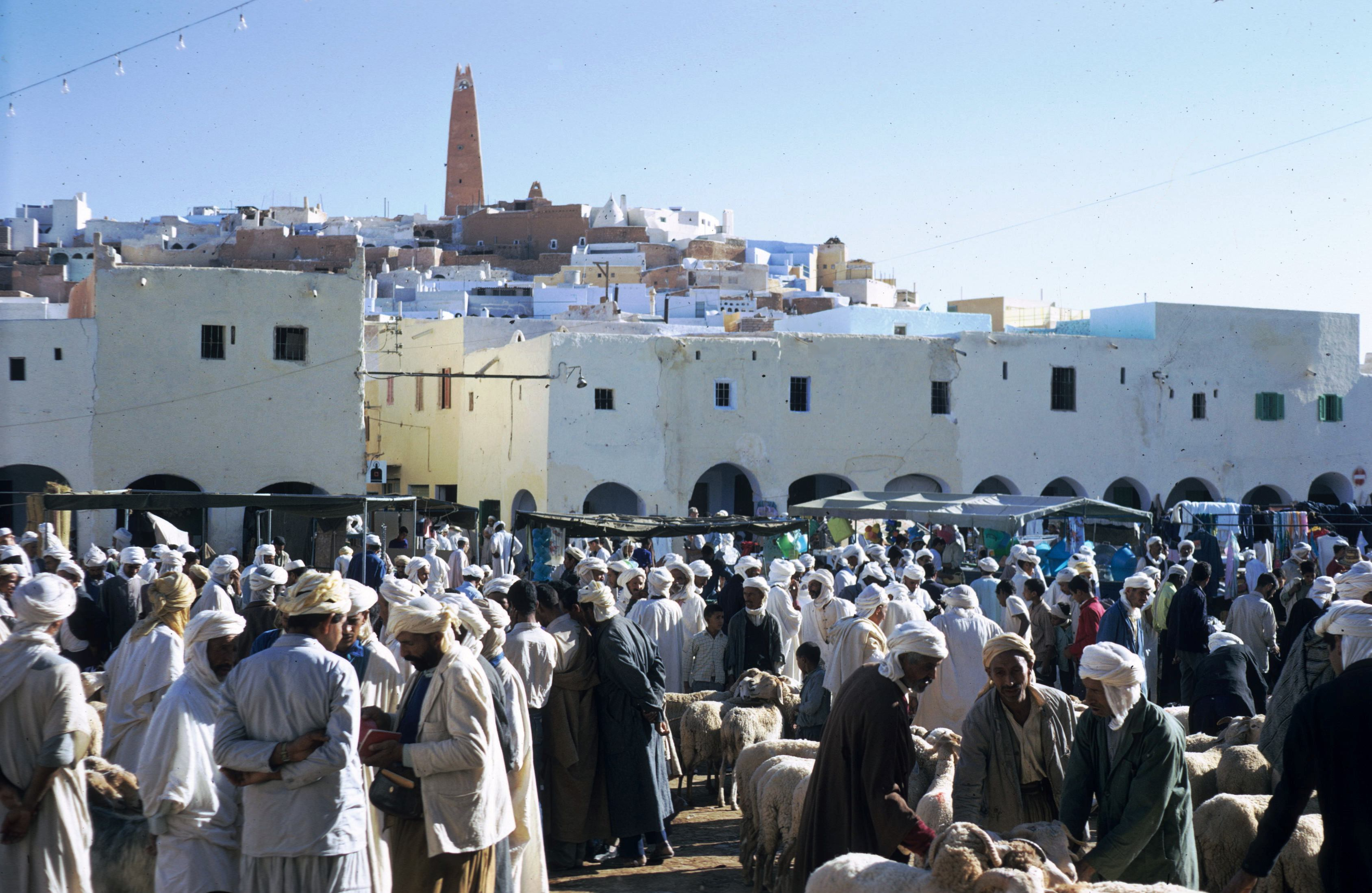
الإباضية يعيشون في وادي مزاب، بالجزائر.

انطلق دعاة الإباضية من البصرة القاعدة الأساسية لدعاة المذهب وانتشروا لتأسيس دولتهم هناك، وكان زعماء هذه القاعدة هم أوائل علماء المذهب وعلى رأسهم أبو عبيدة مسلم بن أبي كريمة
ومما ساعد في انتشارهم شيئاً فشيئاً اعتدال دعوتهم التي تهادن الحكام تحت ستار التقية ومعاملة المخالفين بقدر من التسامح وكان هذا حالهم إلى أن بدأوا يحسون بالظلم من قبل ولاة الخليفة هشام وأسوأهم سيرة كان عبيد الله بن الحبحاب، الذي كان جل اهتمامه في جمع الأموال والتحف وإرسالها إلى دمشق لإرضاء الخليفة الأموي وبسبب الجرائم والظلم الذي ارتكب بحقهم عزموا على الخروج عن الطاعة، فبدأوا بعامل هشام على أفريقية فقتلوه ثم استولوا على أفريقية
ثم اشتعلت الثورة وسموا ميسرة أمير المؤمنين، ثم التحموا مع جيش الخلافة في معارك عظيمة عبأ فيها هشام ثلاثين ألفاً لمقاتلة الخوارج، وحينما التقوا انهزمت جيوش الخلافة شر هزيمة واستتب الأمر للخوارج وبسطوا نفوذهم بقوة وبأس جعل الخليفة ييأس من استعادة أفريقية بعد هزيمة جيشه الذي أرسله بقيادة كلثوم بن عياض أمام قائد الخوارج خالد بن حميد الزناتي وقد حقق العباسيون انتصاراً ساحقاً على الإمامة الإباضية.

### دولة الإباضية في حضرموت واليمن
استطاع أحد زعمائهم وهو عبد الله بن يحيى، المشهور بطالب الحق، الاستيلاء على حضرموت سنة 129/746م، في السنوات الأخيرة لحكم بني أمية، بمساعدة إباضية البصرة، ثم استولى على صنعاء، وامتد نفوذهم إلى بعض مناطق الحجاز، بعد أن حقق عدة انتصارات على الجيوش الأموية، تبعتها هزائم وانكسارات. لكن نفوذ الإباضية وانتشاره في حضرموت استمر حتى استيلاء الصليحي عليها سنة 455/1063م.

## أقوال العلماء في الإباضية
ذكر العديد من العلماء الإباضية في مؤلفاتهم التي تتحدث عن الفرق المنتسبة للإسلام منهم: أبو الحسن الأشعري، والبغدادي،
ويقول أتباع الإباضية أن هذه المؤلفات قد شوهت مذهبهم تشويهاً كبيراً، فأصحابها لم يتصلوا بالإباضية وإذا وجد منهم من قال إنه عرف مجتمع الإباضية فإنـَّه تحدَّث عن عامتهم دون علمائهم، وفي إقليم بعيد عن أقاليمهم التي لم يكن لهم فيه صولة ولا جولة، وأن هذه المؤلفات جمعت ما يُقال عن الإباضية من رِوايات، ثم انتقت منها ما يخدم أهدافها، وفسَّرتها بما يؤدي مرادها، ولم تطَّلع على تاريخ الإباضية في البصرة ولا في عُمان أو المغرب، ولم تعرف فرقتي النزوانية والرستاقية رغم ما فعلتها في تاريخ عُمان المذهبي والسياسي، ويعتقدون أن كتب الفرق والملل والنحل قد شوهت مذهب الإباضية بما لا تستطيع الإباضية إزاحته بسهولة، لأنَّ التشويه كان عميقاً، والثقة بتلك الكتب، فيما يتعلق بفرق المعارضة مطلقة ولا تزال، وخصوصاً أن الأكاديميون اليوم يقصدون هذه المؤلفات عند دراستهم للفرق والمذاهب في الإسلام.

### الإباضية عند الأشعريِّ
يقول أبو الحسن الأشعري في كتابه مقالات الإسلاميِّين تحت عنوان الإباضية بأئمتهم وفرقهم ومقالاتهم:
«ومن الخوارج الإباضية: فالفرقة الأولى منهم يقال لهم الحفصية كان إمامهم حفص بن أبي المقدام، زعم أن بين الشرك والإيمان معرفة الله وحده، فمن عرف الله سبحانه ثم كفر بما سواه من رسول أو جنة أو نار، أو عمل بجميع الخبائث من قتل النفس، واستحلال الزنى، وسائر ماحرم الله من فروج النساء، فهو كافر برئ من الشرك»
«والفرقة الثانية منهم يسمَّون اليزيدية، كان إمامهم يزيد بن أنيسة ...، وزعم أن الله سبحانه سيبعث رسولا في العجم، وينزل عليه كتابا من السماء يكتب في السماء وينزل عليه جملة واحدة ...، ومن شهد لمحمد ﷺ بالنبوءة من أهل الكتاب، وإن لم يدخلوا في دينه، ولم يعملوا بشريعته، وزعم أنهم بذلك مؤمنون»
«والفرقة الثالثة من الإباضية أصحاب حارث الإباضي، قالوا في القدر بقول المعتزلة، وخالفوا فيه سائر الإباضية»
«والفرقة الرابعة منهم، يقولون بطاعة لايراد الله بها، على مذهب أبي الهذل، ومعنى ذلك أن الإنسان قد يكون مطيعاً لله، إذا فعل شيئاً أمره الله به وإن لم يقصد الله بذلك الفعل، ولا أراده به»
ويقول أبو الحسن:
«وقالوا من سرق خمسة دراهم فصاعدا قطع»
«وقال بعضهم فيمن دخل في دين المسلمين وجبت عليه الشرائع والأحكام، وقف على ذلك أو لم يقف، سمعه أو لم يسمعه»
«وقال بعضهم: ليس على الناس المشي إلى الصلاة والركوب إلى الحج ولا شيء من أسباب الطاعات، التي يتوصل بها إليها، إنما عليهم فعلها فقط»
«وقال بعضهم بتحليل الأشربة التي يسكر كثيرها إذا لم تكن الخمر بعينها»
«وقالوا جميعهم: إن الواجب أن يستتيبوا من خالفهم في تنزيل أو تأويل، فإن تاب وإلا قتل، كان ذلك الخلاف فيما يسع جهله أو فيما لا يسع جهله»
ويزعم أتباع الإباضية أن أبا الحسن الأشعري رغم أنه كتب عن الإباضية كثيراً، فإنه لايعرف عن الإباضية شيئاً وأن أكثر ماكتبه عنهم لا علاقة لهم به، وإن كانت تلك الشنائع آراء لتلك الفرق، فهي أبعد الناس عن الإباضية وأن بعض مقالاتها كاف عند الإباضية للحكم على أصحابها بالشرك.

### الإباضية عند عبد القاهر البغدادي
كتب البغدادي في كتابه الفَرْقُ بين الفِرَق عن الإباضية كما كتب عن غيرهم من الفرق الإسلامية ومن كلامه «وإن كانت بدعته من جنس بدع المعتزلة أو الخوارج أو الرافضة أو الإمامية أو الزيدية أو من بدع النجارية أو الجهمية أو الضرارية أو المجسمة، فهو من الأمة في بعض الأحكام، وهو في جواز دفنه في مقابر المسلمين، وفي ألا يمنع حظه في الفيء والغنيمة إذا غزا مع المسلمين، وفي ألا يمنع من الصلاة في المساجد. وليس من الأمة في أحكام سواها، وذلك أنه لاتجوز الصلاة عليه ولا خلفه ولا تحل ذبيحته ولا نكاحه لامراءةٍ سنِّيَّة، ولا يحلُّ للسنِّي أن يتزوج المرأة منهم إذا كانت على اعتقادهم»
أما عن الإباضية بالتحديد فيقول البغدادي: «أجمعت الإباضية على القول بإمامة عبد الله بن إباض، وافترقت فيما بينها فرقاً يجمعها القول بأن كفار هذه الأمة -مخالفيهم- برآء من الشرك والإيمان، وأنهم ليسوا مؤمنين ولا مشركين، ولكنهم كفار، وأجازوا شهادتهم وحرموا دمائهم في السر واستحلوها في العلانية، وصحَّحوا مناكحتهم والتوارث منهم وزعموا أنهم في ذلك محاربون لله ورسوله لا يدينون دين الحق وقالوا باستحلال بعض أموالهم دون بعض، والذي استخلوه الخيل والسلاح، فأما الذهب والفضة فإنهم يردونها على أصحابها عند الغنيمة»
ولقد أورد البغدادي أيضاً ما أورده أبو الحسن الأشعري عن فرق الإباضية أسمائها ومقالاتها، ويرد أتباع الإباضية بأن البغدادي إنما سلك المسلك الذي سكله من قبله أبو حسن الأشعري وأنه أعتمد نفس مصادره وهو بهذا شأنه شأن أبو حسن لايعرف شيئاً عن الإباضية وأن كل ما كتبه عنهم سواء كان حقاً أو باطلاً فإنما هو تشنيعات وتلفيقات الغرض منها إشعال نار الفتنة ضدهم.

### الإباضية عند ابن حزم الأندلسي
ذكر ابن حزم في كتابه الفصل في الملل والنحل: «ذكر بعض من جمع مقالات المنتمين إلى الإسلام أن فرقة من الإباضية رئيسهم رجل يدعى فريد بن أبي أنيسة كان يقول: إن في هذه الأمة شاهدين عليها هو أحدهما والآخر لايدري من هو ولا حتى متى هو، ولا يدري لعله قد كان قبله، وأن من كان من اليهود والنصارى يقول: لا إله إلا الله محمد رسول الله إلى العرب لا إلينا كما يقول العيسوية في اليهود، قال فإنهم مؤمنون أولياء الله تعالى وإن ماتوا على هذا العقد، وعلى التزام شرائع اليهود والنصارى، وأن دين الإسلام سينسخ بنبي من العجم يأتي بدين الصابئين، وبقرآن آخر ينزل عليه جمله واحدة»
«وشاهدنا الإباضية عندنا بالأندلس يحرِّمون طعام أهل الكتاب، ويحرمون أكل قضيب التيس والثور والكبش، ويوجبون القضاء على من نام نهاراً فاحتلم، ويتيمَّمون وهم على الأبار التي يشربون منها، إلا قليلاً منهم»
ومن حماقاتهم قول بكر بن أخت عبد الواحد بن يزيد، فإنه كان يقول: كلُّ ذنب صغير أو كبير، ولو كان أخذ حبة من خردل بغير حقٍّ، أو كذبة خفيفة على سبيل المزاح فهي شرك بالله»

### الإباضية عند أبي المظفَّر الأسفراييني
الإمام الإسفراييني وهو من علماء القرن الخامس وممن كتبوا عن الفرق الإسلامية هو بدوره أيضاً ذكر فرقة الإباضية في كتابه التبصير في الدين وتمييز الفرقة الناجية عن الفرق الهالكين فقال: «الفرقة السادسة الإباضية، وهم أتباع عبد الله بن إباض، ثم هم فيما بينهم فرق، وكلهم يقولون إن مخالفيهم من فرب هذه الأمة كفار لامشركون ولا مؤمنون، ويجوِّزون شهاداتهم، ويحرِّمون دماءهم في السر ويستبيحونها في العلانيَّة، ويجوِّزون مناكحتهم ويثبتون التوارث بينهم، ويحرِّمون بعض عنائهم ويحللون بعضها. ويحللون ماكان من جملة الأسلاب والسلاح ويحرِّمون ماكان من ذهب أو فضَّة، ويردونها إلى أربابها»
وذكر أبو المظفَّر فرقهم وقال أنها أربعة وأن خلاف حصل في الفرقة الرابعة فافترقوا ثلاث فرق هي الابراهيمية، والميمونية، والواقفية. ثم ظهر قوم يقال لهم البيهسية أصحاب أبي بيهس بن عامر قالوا بكفر تلك الفرق الثلاث ويقولون «لايطلق على المذنب أنه كافر أو مؤمن حتى يدفع إلى السلطان ويقيم عليه الحد، وقال بعضهم: متى ما كفر الامام كفر رعيته أيضاً. وقال قوم منهم أن السكر كفر إذا كان معه ترك الصلاة.»

### الإباضية عند أبي الفتح الشهرستاني
كغيره من العلماء تحدث أبو الفتح عن الإباضية وذكرهم في كتابه الملل والنحل فقال:
«الإباضية أصحاب عبد الله بن إباض الذي خرج في أيام مروان بن محمد فوجَّه إليه عبد الملك بن محمد بن عطية فقاتله بثبالة، وقيل إن عبد الله بن يحيى الإباضي كان رفيقاً له في جميع أحواله وأقواله. قال إن مخالفينا من أهل القبلة كفار غير مشركين، ومناكحتهم جائزة وموارثتهم حلال وغنيمة أموالهم من السلاح والكراع عند الحرب حلال وما سواه حرام وحرام قتلهم وسبيهم في السر غيلة، إلا بعد نصب القتال، وإقامة الحجة. وقالوا: إن دار مخالفيهم من أهل الإسلام دار توحيد إلا معسكر السلطان فإنه دار بغي، وأجازوا شهادة مخالفيهم على أوليائهم، وقالوا في مرتكبي الكبائر أنهم موحدون لامؤمنون»
وقال أبو الفتح «ثم اختلفوا في النفاق: أيسمى شركاً أم لا! قالوا: إن المنافقين في عهد رسول الله ﷺ كانوا موحدين، إلا أنهم ارتكبوا الكبائر، فكفروا بالكبيرة لا بالشرك وقالوا: كل شيء أمر الله تعالى به فهو عام ليس بخاص وقد أمر به المؤمن والكافر وليس في القرآن خصوص. وقالوا: لا يخلق الله تعالى شيئاً إلا دليلاً على وحدانيته، ولا بد أن يدل به واحداً. وقال قوم منهم: يجوز أن يخلق الله تعالى رسولاً بلا دليل ويكلف العباد بما أوحي إليه ولا يجب عليه إظهار المعجزة ولا يحب على الله تعالى ذلك إلى أن يخلق دليلاً، ويظهر معجزة وهم جماعة متفرقون في مذاهبهم تفرق الثعالبة والعجاردة»

### الإباضية عند صالح البوسعيدي
الشيخ صالح بن أحمد البوسعيدي وهو باحث عُماني أجرى بحثاً عن الإباضية ألقاه في ندوة بجامعة شيفيلد بأدنبرة- بريطانيا – وهو يرى أن الإباضية حركة سياسية، وفرقة عقدية، واتجاه فكري، ومدرسة أصولية فقهية في الوقت ذاته، لا يطغى جانب من تلك الجوانب على آخر، بل كلها وبمجموعها تشكل منظومة واحدة نطلق عليها اسم المذهب الإباضي، وعلى عكس الكثير من المذاهب الإسلامية الأخرى، فأن المذهب الإباضي قد استطاع أن يوفق بين تلك الجوانب، وأن يستوعبها كلها، وأن يكون له موقفه المتميز فيها جميعاً، ففي الجانب السياسي يجد الباحث أن المذهب الإباضي حركة سياسية قائمة بذاتها لها أطروحاتها، وفي الجانب العقدي يجد أيضاً أن المذهب الإباضي له أحكامه العقدية القائمة على ركائز راسخة وأدلة قوية.  أما الجانب الفقهي فهو ثروة من الإسهام الفقهي في كل أبواب الفقه من العبادات، والمعاملات، وفقه الجنايات، والأحوال الشخصية.

## الجذور الفكرية والعقائدية
الإباضية شديدو التمسك بمذهبهم يبغضون غيره من المذاهب ويرون أنها كلها باطلة ما عدا مذهبهم، وفي ذلك يقول العيزاني: «الحمد لله الذي جعل الحق مع واحد في الديانات، فنقول معشر الإباضية الوهبية: الحق ما نحن عليه والباطل ما عليه خصومنا، لأن الحق عند الله واحد، ومذهبنا في الفروع صواب يحتمل الخطأ، ومذهب مخالفينا خطأ يحتمل الصدق»
والإباضيون يعتمدون في السنة على ما يسمونه مسند الربيع بن حبيب: وهو مسند غير ثابت كما بين ذلك العلماء المحققون، وينكر أهل السنة والجماعة تاريخية هذا المسند ونسبته إلى الربيع بن حبيب الأزدي وينكرون وجود شخصية تدعى بهذا الاسم عاشت بالبصرة في القرن الثاني الهجري فضلاً عن أن يكون هُناك مسند يحمل اسمه. ولقد تأثر الإباضيون بمذهب أهل الظاهر، إذ أنهم يقفون عند بعض النصوص الدينية موقفاً حرفيّاً ويفسرونها تفسيراً ظاهرياً. ولقد تأثروا بفكر المعتزلة في قولهم بخلق القرآن

### أهم أفكار ومعتقدات الإباضية
- تعطيل الصفات الإلهية: انقسمت الإباضية في نفي الصفات الإلهية إلى فريقين، الأول: يرى تنزيه الخالق تنزيهًا مطلقًا عن الصفات، إذ يرفض مبدأ التشبيه، فالتشبيه في رأي هذا الفريق يؤدي إلى جعل الصفات الإلهيّة أمراً معروفاً، ويذهب إلى تأويلها تأويلاً مجازياً بما يفيد المعنى؛ وهو في نفيه لهذه الصفات يلتقي إلى حد بعيد مع المعتزلة في تأويلها، ولكنه يقول إنه ينطلق في ذلك من منطلق عقدي. أما الفريق الثاني فيرجع الصفات إلى الذات الإلهية، فقال: إن الله عالم بذاته، وقادر بذاته، وسميع بذاته...إلخ. أما أهل السنة، فيصفون الله بما وصف به نفسه، وما وصفه به رسوله  من غير تحريف، ولا تعطيل، ومن غير تكييف، ولا تمثيل.[18]
- إنكار رؤية المؤمنين لله في الآخرة: ينكر الإباضية رؤية المؤمنين لله تعالى في الآخرة، لإن حصول الرؤية لديهم يصعب على العقل ويستبعده؛ واستدلوا على رأيهم هذا بقوله تعالى: ﴿لَا تُدْرِكُهُ الْأَبْصَارُ وَهُوَ يُدْرِكُ الْأَبْصَارَ وَهُوَ اللَّطِيفُ الْخَبِيرُ ۝١٠٣﴾ [الأنعام:103]، فهم يؤولون الآية على طريقة المعتزلة، وهذا خلاف معتقد أهل السنة والجماعة اللذين يؤولون الآية بأنه ليس فيها نفي الرؤية، وإنما نفي الإحاطة والشمول، فالله يُرى ولكن من غير إحاطة به عز وجل. ويستدلون بأدلة في القرآن الكريم والسنة على رؤية الله يوم الآخرة، منها قول الله تعالى:﴿وُجُوهٌ يَوْمَئِذٍ نَاضِرَةٌ ۝٢٢ إِلَى رَبِّهَا نَاظِرَةٌ ۝٢٣﴾ [القيامة:22–23]، ومما رواه مسلم عن النبي  أنه قال: «إذا دخل أهل الجنة الجنة، قال، يقول الله تبارك وتعالى: تريدون شيئا أزيدكم ؟، فيقولون: ألم تبيض وجوهنا؟، ألم تدخلنا الجنة، وتنجنا من النار؟. قال: فيكشف لهم الحجاب، فما أعطوا شيئا أحب إليهم، من النظر إلى ربهم عز وجل”[40]»، [18] كما أن الإباضية يعتقدون أن الرسول لم ير ربه عندما عَرج به إلى السماء، ويرون أَيْضاً استحالة رؤية الله في الدنيا وفي الآخرة. ويؤولون الرؤية بالعلم، بأن استعمال كلمة الرؤية هو للدلالة على تمام العلم والمعرفة، فيكون معنى الرؤية هو معرفة الله تمام المعرفة بعد أن يكشف حجاب الغيب.[41] وممن وافقوا رأي الأباضية في مسألة الرؤية الشيعة والمعتزلة وبعض المرجئة[42]

- عذاب القبر: يختلف الإباضية حول عذاب القبر، فمنهم من ينفي وجود هذا العذاب كالنفوسي، ومنهم من يؤمن بوجوده، كجابر بن زيد.
- خلق القرآن الكريم: على الرغم من أن الخوارج جميعاً يقولون بخلق القرآن، إلا أن الإباضية، يختلفون فيما بينهم في هذا الأمر، فإباضية شمال إفريقيا يذهبون إلى أن القرآن مخلوق، لكن إباضية المشرق يقولون بأن القرآن قديم، وغير مخلوق.[43][44] وكلا الأمرين ينفيهما أتباع أهل السنة والجماعة وعلى رأسهم ابن تيمية، إذ يقول: «وكما لم يقل أحد من السلف إنه مخلوق، فلم يقل أحد منهم أنه قديم، لم يقل بواحد من القولين أحد من الصحابة، ولا التابعين، ولا التابعين لهم بإحسان، ولا من بعدهم من الأئمة ولا غيرهم، بل إن الآثار متواترة عنهم أنهم كانوا يقولون: القرآن كلام الله[45]»[18]
- مرتكب الكبيرة: قالوا بأن مرتكب الكبيرة كافر “كفر نعمة ونفاق”؛ وهو المسلم الذي ضيّع الفرائض الدينية، أو ارتكب الكبائر، أو جمع بينها. ولا يمكن في حال إصراره عليها أن يدخل الجنة، إذا لم يتب منها، إذ هو مخلّد في النار، لأن الله في اعتقادهم لا يغفر الكبائر لمرتكبيها، إلا إذا تابوا منها قبل الموت، فإن مات المسلم على كبيرته، فإنه يخلد في النار. بينما يطلق أهل السنة والجماعة على مرتكب الكبيرة كلمة العاصي أو الفاسق، ومن مات منهم على كبيرة، فهو في مشيئة الله، إن شاء غفر له بكرمه، وإن شاء عذبه بعدله، ولا يخلد في النار من كان في قلبه مثقال ذرة من إيمان.[18]
- الشفاعة: يعتقد أتباع الإباضية أن شفاعة الرسول لن تكون لمن مات وهو مصرّ على الكبائر، وإنما تكون للمسلمين عامة للتخفيف عنهم يوم الحساب ثم التعجيل بهم لدخول الجنة.ودليلهم قول الله: ﴿وَأَنْذِرْهُمْ يَوْمَ الْآزِفَةِ إِذِ الْقُلُوبُ لَدَى الْحَنَاجِرِ كَاظِمِينَ مَا لِلظَّالِمِينَ مِنْ حَمِيمٍ وَلَا شَفِيعٍ يُطَاعُ ۝١٨﴾ سورة غافر
- الناس في نظرهم ثلاثة أصناف: مؤمنون أوفياء بإيمانهم، ومشركون واضحون في شركهم. وقوم أعلنوا كلمة التوحيد، وأقروا بالإسلام، لكنهم لم يلتزموا به سلوكاً وعبادة، فهم ليسوا مشركين، لأنهم يقرون بالتوحيد، ولكنهم ليسوا مؤمنين، لأنهم لا يلتزمون بما يقتضيه الإيمان، فهم إذن مع المسلمين في أحكام الدنيا لإقرارهم بالتوحيد، وهم مع المشركين في أحكام الآخرة، لعدم وفائهم بإيمانهم، ومخالفتهم ما يستلزمه التوحيد من عمل أو ترك.[18]
- أهل القبلة (المسلمون): يعتقد الإباضية أن مخالفيهم من أهل القبلة كفار غير مشركين، لكن التزاوج منهم جائز، وموارثتهم حلال، وغنيمة أموالهم من السلاح والخيل وكل ما فيه من قوة الحرب حلال، وما سواه حرام. ومصطلح «أهل القبلة» أخذوه من قول الرسول : «أمرت أن أقاتل الناس حتى يشهدوا أن لا إله إلا الله وأن محمدا رسول الله ويقيموا الصلاة ويؤتوا الزكاة فإذا فعلوا ذلك عصموا مني دماءهم وأموالهم إلا بحق الإسلام وحسابهم على الله[46]»[18]
- الإمامة بالوصية: قال الإباضية على الرغم من إن الإمامة فرض بالكتاب، والسنة، والإجماع، والاستدلال، وموقفهم هذا يتفق مع مذهب أهل السنة، فإنهم يرون وجوب نصب الحاكم، حتى وإن كانوا جماعة قليلة، فلو كانوا ثلاثة في سفر لوجب تأمير أحدهم، كما دلت على ذلك النصوص الثابتة، وأن من قال بالاستغناء عن نصب الحاكم، فقد كابر عقله، وكذب نفسه، ورد عليه الواقع من حال البشر، وصار ما يقوله من نسيج الخيال، وأدلته على الاستغناء مردودة واهية. وقد جوَّز الإباضية كأهل السنة صحة إمامة المفضول مع وجود الفاضل إذا تمت للمفضول؛ خلافاً لسائر الخوارج. إلا أنهم يرون أن الإمامة بالوصية باطلة، ولا يكون اختيار الإمام إلا عن طريق البيعة، ويجوز تعدد الأئمة في أكثر من مكان. والذي عليه أهل السنة جواز الإمامة بالوصية، لورود هذا عن أبي بكر رضي الله عنه حينما أوصى بالخلافة لعمر رضي الله عنه، ولم يعترض أحد من كبار الصحابة. ويتهجم بعض الإباضية على أمير المؤمنين عثمان بن عفان، ومعاوية بن أبي سفيان، وعمرو بن العاص.[18]
- التقية: الإباضية تقسِّم الإمامة إلى أربعة أنواع تُعرف عندها بمسالك الدين وهي: الظهور، والدفاع، والشراء، والكتمان، هو الغالب على الإباضية جميعها بالعموم وخاصة إباضية المغرب، لأنَّ الإباضيَّ إذا خرج من حدود دولة الظهور اضطرَّ إلى ممارسة التقيَّة ما دام في دولة الإسلام لأنـَّه بتقيته تلك يتَّقي السلطة وعيونها والمذاهب المعادية لمذهبه،[22] وتعتبر الإباضية التقية جائزة، خلافاً لأكثر الخوارج، وقد قال الربيع بن حبيب في مسنده: في باب ما جاء في التقية « قَالَ جَابِرٌ : سُئِلَ ابْنُ عَبَّاسٍ عَنِ التَّقِيَّةِ ، فَقَالَ : قَالَ النَّبِيُّ صَلَّى اللَّهُ عَلَيْهِ وَسَلَّمَ : " رَفَعَ اللَّهُ عَنْ أُمَّتِي الْخَطَأَ وَالنِّسْيَانَ وَمَا لَمْ يَسْتَطِيعُوا وَمَا أُكْرِهُوا عَلَيْهِ " . قَالَ : وَقَالَ ابْنُ مَسْعُودٍ : مَا مِنْ كَلِمَةٍ تَدْفَعُ عَنِّي ضَرْبَ سَوْطَيْنِ إِلا تَكَلَّمْتُ بِهَا ، وَلَيْسَ الرَّجُلُ عَلَى نَفْسِهِ بِأَمِينٍ إِذَا ضُرِبَ أَوْ عُذِّبَ أَوْ حُبِسَ أَوْ قُيِّدَ [47]» أي وهو يجد خلاصاً في الأخذ بالتقية.[48][49]

- ومن معتقداتهم:

1. أن الجدة للأب أولى بالحضانة من الجدة للأم خلافًا لأكثر المذاهب.
2. وأن الجد يمنع الإخوة من الميراث بينما ترى المذاهب الأخرى أن يقتسموا معه.
3. لا يجوز لديهم أن يدعو شخص لآخر بغير الجنة وما يتعلق بها، إلا إذا كان مسلمًا موفيًا بدينه مستحقًا الولاية بسبب طاعته، أما الدعاء بخير الدنيا وبما يحول الإنسان من أهل الدنيا إلى أهل الآخرة فهو جائز لكل أحد من المسلمين تقاة وعصاة.
4. لديهم نظام اسمه (حلقة العزابة) وهي هيئة محدودة العدد، تمثل خيرة أهل البلد علمًا وصلاحًا، تقوم بالإشراف الكامل على شؤون المجتمع الإباضي الدينية والتعليمية والاجتماعية والسياسية، كما تمثل مجلس الشورى في زمن الظهور والدفاع، أما في زمن السر والكتمان، فإنها تقوم بعمل الإمام وتمثله في مهامه.
5. لديهم منظمة اسمها (إيروان) تمثل المجلس الاستشاري المساعد للعزابة، وهي القوة الثانية في البلد بعدها.
6. يشكلون من بينهم لجاناً تقوم على جمع الزكاة وتوزيعها على الفقراء، كما تمنع منعًا باتًا طلب الزكاة أو الاستجداء وما إلى ذلك من صور انتظار العطاء.[18]

## طالع أيضًا
- نقارية